# 粟島火力発電所
粟島火力発電所（あわしまかりょくはつでんしょ）は、新潟県岩船郡粟島浦村内浦にある東北電力ネットワークの火力発電所。

## 概要
粟島内に電力を供給する内燃力発電方式の火力発電所。粟島浦村により1号機が建設され1963年8月に運転を開始。その後、2号機が新潟県により増設、両設備とも東北電力に譲渡された。以後、順次増設され6号機までが建設された。一方で老朽化に伴い、1号機は廃止された。
2014年9月29日には、2号機から6号機まで全てを廃止し、7号機から10号機までを新設するリプレース計画が発表された。特徴として、冷却方式をこれまでの「海水冷却器」による水冷方式から「ラジエーター」による空冷方式に変更。これにより海域への温水の排出をなくし、環境負荷の低減を図る計画である。この計画に基づき、同日に2号機は廃止された。2019年10月17日、10号機の運転開始とともに6号機が廃止され、リプレース工事が完了した。
2020年4月、東北電力から子会社の東北電力ネットワークに移管された。

## 発電設備
| 設備   | 定格出力（kW） | 使用燃料 | 営業運転開始   | 廃止           | 冷却方法     |
| ------ | -------------- | -------- | -------------- | -------------- | ------------ |
| 01号機 | 040            | A重油    | 1963年08月     | 2002年04月09日 | 水冷（海水） |
| 02号機 | 100            | A重油    | 1970年11月     | 2014年09月29日 | 水冷（海水） |
| 03号機 | 150            | A重油    | 1974年06月     | 2017年12月14日 | 水冷（海水） |
| 04号機 | 150            | A重油    | 1978年05月     | 2018年02月15日 | 水冷（海水） |
| 05号機 | 250            | A重油    | 1984年06月     | 2018年12月05日 | 水冷（海水） |
| 06号機 | 250            | A重油    | 1996年06月25日 | 2019年10月17日 | 水冷（海水） |
| 07号機 | 200            | A重油    | 2017年12月14日 | ー             | 空冷         |
| 08号機 | 200            | A重油    | 2018年02月15日 | ー             | 空冷         |
| 09号機 | 250            | A重油    | 2018年12月05日 | ー             | 空冷         |
| 10号機 | 250            | A重油    | 2019年10月17日 | ー             | 空冷         |